# District hospitalier de Savonie du Nord
Le district hospitalier de Savonie du Nord (sigle EPSHP) est un district hospitalier regroupant les municipalités de la province de Savonie du Nord.

## Municipalités membres
Le district regroupe 18 communes:
| - Iisalmi - Kaavi - Keitele - Kiuruvesi - Kuopio - Lapinlahti | - Leppävirta - Pielavesi - Rautalampi - Rautavaara - Siilinjärvi - Sonkajärvi | - Suonenjoki - Tervo - Tuusniemi - Varkaus - Vesanto - Vieremä |

## Hôpitaux du district
- Hôpital universitaire de Kuopio (KYS)